# Бускила, Майя
Майя Бускила (ивр. מאיה בוסקילה‎; 9 ноября 1977, Нетания) — израильская певица. «Певица года» в Израиле (2004). Двоюродный брат— певец и композитор Шимон Бускила.

## Ранние годы
Майя Бускила родилась в Нетании, Израиль, в религиозной семье марокканско-еврейского происхождения.
Семья Майи была музыкальной — отец был кантором в синагоге, мама в молодости пела, в 8 лет Майя заняла первое место на конкурсе талантов.
Когда ей было 18 лет, она подписала контракт с  Helicon Records, одним из самых продаваемых лейблов Израиля.
Майя Бускилла утверждала, что всё ещё была религиозной, когда её призвали на обязательную службу в возрасте 18 лет, поэтому ей была предоставлена отсрочка. В 2008 году, после критики её уклонения от призыва, Майя Бускилла добровольно поступила на службу, но на короткий период, и с целью подать хороший пример другим, став, в возрасте 30 лет, одним из старейших новобранцев, когда-либо вступавших в Армию обороны Израиля.

## Карьера

### Музыка
Майя совершила свой музыкальный прорыв в 2003 году с синглом «Еш бе-либи́ кино́р» (ивр. יש בליבי כינור‎, «У меня в сердце скрипка»).
Ее самый успешный хит: «Ха-лев» (ивр. הלב‎, «Сердце»), слова Мирит Шем-Ор, музыка Цвики Пика.
В 2004 году альбом Майи Бускилы «Сипу́р маху́р» (ивр. סיפור מכור‎; История зависимости) принёс ей титул «Певица года» в ежегодном израильском рейтинге песен на иврите.  
Она известна как сильная живая исполнительница и имеет хороший вокальный диапазон.
Кандидатура Майи Бускилы рассматривалась в качестве представителя Израиля на Евровидении 2009,  Евровидении 2011, Евровидении 2012.

### Кино и телевидение
Майя Бускила выступала в различных мюзиклах в Израиле и в 2005 году сыграла главную роль в фильме израильского режиссёра Менахема Голана «Дни любви» (ивр. ימים של אהבה‎, «Ями́м шель ахава́»). Саундтрек к фильму с названием «Только не говори» (ивр. רק אל תגיד‎, «Рак аль таги́д») исполнила Майя.
В 2009 году Майя принимала участие в телепрограмме Большой брат VIP (Израиль, 1 сезон) на 2-м канале.

### Дискография
- 2004 — «Сипу́р маху́р»(ивр. סיפור מכור‎; История зависимости)[6] — за первые три недели продаж стал «золотым»[2][5]
- 2008—  Ямим Шел Ахава (ивр. ימים של אהבה‎, «Дни любви»)[2][5]
- 2009—  Шове́рет штика́ (ивр. שוברת שתיקה‎; «Нарушаю молчание»)[2][5][7]
- 2016— Ношемет (Дыхание)[5]

## Личная жизнь
В 2011 году вышла замуж за Матана Коэна,  и 1 декабря 2012 года у них родился общий сын Лени. В 2013 году они развелись.
В 2019 года вышла замуж за Узи Азулая.  В 2021 году они развелись.